# Dryobalanops lanceolata
Espèce
Statut de conservation UICN

 LC  : Préoccupation mineure
Dryobalanops lanceolata est une espèce de plantes à fleurs de la famille des Dipterocarpaceae. C'est un arbre très grand avec un tronc très long et droit, dépourvu de branches jusqu'à la hauteur de 15 à 30 mètres. Cet arbre sert actuellement à reboiser les forêts tropicales dans le nord de Bornéo.